# Heterolepis
Heterolepis, rod glavočika iz potporodice Vernonioideae.
Postoje četiri vrste koje kao endemi rastu u Južnoafričkoj Republici, u provinciji Western Cape

## Vrste
1. Heterolepis aliena Druce
2. Heterolepis anomala J.C.Manning & Goldblatt
3. Heterolepis mitis DC.
4. Heterolepis peduncularis DC.